# (11572) Schindler
(11572) Schindler est un astéroïde de la ceinture principale.

## Description
(11572) Schindler est un astéroïde de la ceinture principale. Il fut découvert par Eric Walter Elst le 15 septembre 1993 à l'observatoire de La Silla. Il présente une orbite caractérisée par un demi-grand axe de 2,42 UA, une excentricité de 0,167 et une inclinaison de 0,642° par rapport à l'écliptique.
Il fut nommé en hommage à l'industriel Oskar Schindler (1905-1974) qui s'est illustré pendant la deuxième guerre mondiale en sauvant des Juifs polonais de l'extermination nazie.